# 頭文字D角色列表
《頭文字D》是一部以山路飆車為題材的日本青年漫畫，本條目主要是以地區和相關團體重要性順序收錄作品中曾出現過的主要人物。

## 群馬縣

### Project D（D計劃）
Project D不同於《頭文字D》中其他的車隊，這是一支專門縣外遠征的車隊。隊伍構成相當精簡，不會和縣內的車隊有任何比賽，而縣外比賽也只打敗該車隊派出的一至兩名車手並打破該路段的最佳時間（視情況會取消計時賽）就算結束，大多不會和一支車隊再戰第二次。
Project D是由前赤城RedSuns的隊長兼首席車手高橋涼介改組，所以成員大部份都是前赤城RedSuns的成員，但像藤原拓海就是例外。
Project D的D意指鑽石（Diamond），整個車隊名言下之意就是把如原石般的人才琢磨成鑽石般車手的計畫。

#### 藤原拓海（秋名的86）
| 日文姓名 | 藤原 拓海 |
| 日音     | ふじわら たくみ（Fujiwara Takumi） |
| 性別     | 男 |
| 生日     | 1月1日 |
| 年齡     | 18(第一部~第三部)→19(第四部~第六部) |
| 車種     | 1983 Toyota Sprinter Trueno 3-Door GT-APEX (AE86) |
| 驅動方式 | 前置後驅 |
| 顏色     | 上白下黑（熊貓色） |
| 改裝部分 | Cibie車頭燈 RS Watanabe - 8幅輪殼 藤壺消音器 初期: AE92红黑頂4AGE-U AE92鍛造活塞 In256,Ex256度凸輪軸 8000rpm限制解除 TRD拉力變速箱(終傳比4.1) 馬力170-180匹 POTENZA RE170/YOKOHAMA M3、M5 輪胎 後期: TRD大西洋方程式4AGE賽車銀頂引擎 馬力240匹 輕量化碳纖維引擎蓋 車身防滾架 賽車桶椅 Smiths製12000rpm高轉速表，但最高只能轉至11000rpm，最終改Ultra製13000rpm高轉速表 |
| 車牌號碼 | 群馬 55 お 13-954 |
| 配音員   | 日本：三木真一郎、宮野真守（新劇場版）、野島健兒（真人電影版） 台灣：劉傑（第一部~第四部）→蔣鐵城（第五部、新剧场版） 香港：陳廷軒→郭俊廷（新剧场版） |
| 真人演員 | 周杰倫 |

本作主人公，18歲，群馬縣澀川市一家手工藤原豆腐店的老闆藤原文太的獨生子。
與好友阿樹在一家位於秋名山山腳的汽車加油站打工。秋名山的SpeedStar車隊隊長池谷浩一郎在該加油站擔任正式員工。起初池谷和阿樹都認為拓海對汽車完全一無所知而認為拓海沒有任何駕駛經驗。
但唯一一位認為拓海具有超高的駕駛技術的人是加油站的老闆兼文太的老朋友立花祐一，因為事實上，拓海的駕駛經驗遠比池谷和阿樹等人多。其實拓海自從13歲，也就是他在國中一年級的時候已經每天凌晨四點都駕駛著父親的豐田AE86把自家製的豆腐送到位於秋名湖旁的溫泉旅館。為了防止過度猛烈的駕駛而將豆腐震碎，文太會在拓海出門前放一杯水在駕駛座旁，囑咐兒子不能讓一滴水灑出來。Sprinter Trueno是豐田著名的長青熱賣車系卡羅拉 (Corolla) 家族裡的第四代車系的三門版本的高性能車型，車廠開發的代號為AE86，因此在日本經常被暱稱為「86」。第四代三門版的Sprinter Trueno是Corolla車系最後一代的前置後驅(FR)配置的車款，再加上新車的原價不高，二手車的價錢便宜，因此經常被視為最適合用來練習甩尾的車。拓海在運送豆腐上山的過程中，在沒有父親的幫助下練成駕駛技術。
除了文太之外，拓海的駕駛技術是整個秋名山中最好的，從他使用AE86擊敗駕駛不少馬力較高的跑車（例如中里毅的日產Skyline GT-R）就可以看到，在五年持之以恆的練習下，拓海已經擁有應付幾乎所有比賽上的突發情況，其中在黑暗的情況下駕駛更是常人所做不到的，因為拓海能把道路的情況記入腦中。還有一次在雪地中偶然發現的水溝跑法也是拓海的必殺技。雖然缺少汽車常識，但文太引導出來的駕駛之道卻令拓海在每場比賽中獲勝。
起初拓海並不屬任何車隊，與SpeedStar的關係也不算密切，後來拓海加入由高橋涼介為了稱霸關東（不包括東京都與千葉縣）與鍛鍊拓海和啓介而創立的超級車隊Project D，並接連擊敗關東地區各縣不同好手。但拓海的實力仍在文太之下。
目前在《頭文字D》中拓海有兩次敗績。其一是與須藤京一在赤城山比教育賽，後因其引擎毀損而落敗，其二則是藤原文太在秋名山試Impreza時將拓海超越。但兩次都並非正規比賽。
雖然有高超的駕駛技術，但拓海最害怕的東西反而是雲霄飛車和滑水道。
在神奈川縣擊敗乾信司後Project D解散，與啟介都被職業車隊挖角。
至於AE86在和乾信司的AE86比賽末期引擎爆炸，拓海決定讓它以不敗的神話退休，現在停在他們家的車庫。
《週刊Young Magazine》編輯部曾作過頭文字D人物於日本的讀者人氣調查，拓海獲第一名（824票）。

#### 高橋涼介（赤城的白色彗星）
| 日文姓名 | 高橋 涼介 |
| 日音     | たかはし りょうすけ（Takahashi Ryōsuke） |
| 年齡     | 23（第一部~第三部）→24（第四部~第六部） |
| 性別     | 男 |
| 車種     | 1990 Mazda Savanna RX-7 ∞ III（FC3S） |
| 驅動方式 | FR (前置後驅) |
| 顏色     | 白 |
| 改裝部分 | Work製車輪（後改為RS渡邊製車輪）、藤田製前保桿、渦輪增壓器 、Free Style製GT碳纖維可調式尾翼（與死神一戰時）、籠谷製碳纖維引擎蓋（與死神一戰時）              |
| 車牌號碼 | 群馬 58 よ 13-137 |
| 聲優     | CV：子安武人，新劇場版CV：小野大輔 台灣CV：官志宏（第一部~第二部、第四部）→李景唐(第三部)→陳余寬（第五部）蒋铁城（新劇場版） 香港CV：劉昭文→陳健豪(新剧场版) |
| 真人演員 | 陳冠希 |

本作第三男主角，群馬縣Project D和赤城RedSuns的隊長，群馬大學醫學系學生，自己家在高崎市開大醫院。剛出道時獨自一人不參加任何車隊連戰連勝，於地區汽車競技賽和賽車場上都沒有任何敗績，被稱為「赤城的白色彗星」。
後來則組織赤城Red Suns（紅日隊），與弟弟高橋啟介兩人被稱為高橋兄弟而聞名，經常被汽車雜誌報導。七曲彎Team Spiral隊長池田龍次更形容他比下坡賽的拓海更神乎其技。被拓海打敗後退居幕後，之後為了擊敗須藤京一和喚醒學長北條凜而復出過兩次，先擊敗京一，後擊敗學長北條凜的死神GT-R並救他一命。
相較於弟弟啟介，比較沉穩冷靜，擅長分析思考，靠著電腦解析就可做出公路最速理論。即使遇到強大的對手也會反擊到讓對手吃虧。從來沒有放棄自己的弟弟啟介，就算是對方做的過分也會以兄長的身分訓示弟弟，對於弟弟及姪女展現出保護晚輩的一面。
《週刊Young Magazine》編輯部曾作過頭文字D人物於日本的讀者人氣調查，涼介獲第四名（271票）。

#### 高橋啟介
| 日文姓名 | 高橋 啓介 |
| 日音     | たかはし けいすけ（Takahashi Keisuke） |
| 年齡     | 21（第一部~第三部）→22（第四部~第六部） |
| 性別     | 男 |
| 車種     | 1991 Mazda Ẽfini RX-7 Type R（FD3S） |
| 驅動方式 | FR (前置後驅) |
| 顏色     | 黃 |
| 改裝部分 | Mazdaspeed彩繪FRP前唇、Mazdaspeed製A-Spec車輪、RE雨宮製套件、碳纖維引擎蓋（神奈川第四戰）                                                    |
| 車牌號碼 | 群馬 37 お 63-887 |
| 聲優     | CV：關智一，新劇場版CV：中村悠一 台灣CV：于正昌(第一部~第二部、第四部)→李世揚(第三部)→吳東原(第五部,新剧场版) 香港CV:陳旭明→張振熙(新剧场版) |

本作第二男主角（不過前三部較偏向配角的角色），群馬Project D的上坡主車手，之前是赤城RedSuns的二號車手，就讀於群馬縣某家私立大學，跟哥哥涼介不同的很不擅長理論分析，而且房間亂得可怕。除了自己的RX-7是黃色之外，頭髮也染成金黃色，也常穿黃色的衣服。討厭日產Skyline GT-R與三菱Lancer Evolution。
先前在秋名山下坡兩度輸給開AE86的拓海，後來Red Suns在妙義山挑戰Night Kids時在上坡賽中贏過隊長中里毅的GT-R。加入Project D後，雖然涼介說過他與拓海是Project D的雙王牌，但剛開始啟介常強調：「我才是Project D唯一的王牌！」。隨著遠征的過程中，啟介也經歷了不少事件，例如東堂塾的第二戰，他見識到了拓海在絕境中自我進化的能力，以及在埼玉縣最終戰中體會到自己太得意忘形而招來災禍的下場，這些衝擊才改變他本來自認超群的想法，亦是他後期實力大幅進步的關鍵。
性格外向而且非常沒耐心，與習慣三思而行的哥哥涼介顯然不同。啟介也因才能全然比不上涼介不易討父母喜愛而常常向外發展，使的他在外面交一堆奇怪朋友，人格越走越偏，也變的很不愛唸書，幾乎與家人脫節。直到涼介爲了有效掌控這個弟弟而把他引入山路賽車界，才停止成天在外鬼混，過去交的那些小混混和雜七雜八的女友也從此斷交。
啟介靠著努力不懈的精神每天苦練，實力大幅提升，原本啟介打算在Project D完結後再跟拓海較量，但由於拓海的AE86光榮引退與隊友反對，所以最後沒有比出高下，而如果真的有比的話，兩者將有可能難分勝負（拓海也自認沒把握一定贏），啟介堪稱《頭文字D》實力進步最快的人（最後幾集涼介說啟介的實力早就超越他），最後啟介也成為職業賽車手（最後一集結尾）。
《週刊Young Magazine》編輯部曾作過頭文字D人物於日本的讀者人氣調查，啟介獲第五名（174票）。

#### 其他成員
中村賢太（Nakamura Kenta，聲優：岡野浩介 新劇場版聲優：成家義哉  台灣CV：劉傑（第一部~第二部）→陳幼文（第四部））
駕駛車種：1993 Nissan Silvia Q's (S14) (自然進氣版)
驅動方式：FR（前置後驅）
車色：橙
車牌號碼：群馬 72 し 35-918
赤城Red Suns成員，非常祟拜啟介，實力亦僅次於他，在加入Red Suns前總是挑選下雨天練習駕駛技術，理由是這樣可以節省輪胎費，啟介在妙義山與中里毅比完上坡賽後碰巧下了一場大雨，賢太於是藉機向前來妙義山觀賽的拓海挑戰好為高橋兄弟報仇（舊動畫則僅為啟介報仇），在比賽開始時，賢太一度居於優勢，但由於賽道為下坡，加上賢太太低估拓海在雨中的實力以至於在比賽中段被拓海超車而敗。之後擔任Project D的成員，負責在比賽前視察賽道。
上有史浩（Jōyū Fumihiro，聲優：細井治 新劇場版聲優：福田賢二  台灣CV：劉傑（第一部~第二部）→夏治世（第四部）→吳東原（第五部））
赤城Red Suns和Project D的司令員，和涼介是好友，可以算是涼介的副手。負責發號車隊命令和與其他車隊溝通。
松本修一（Matsumoto Shūichi，聲優：西凛太朗  台灣CV：劉傑(第四部)）
Project D的技術員，主要負責86的維修和改裝並幫拓海計時，自己的本行就是汽車改裝師。在漫畫跟第五部動畫裡，涼介要挑戰凜前，FC的改裝也是交給他，因此知道涼介、香織和凜之間的故事。
宮口（Miyaguchi，聲優：高橋良吉）
Project D的技術員，主要負責FD的檢修並幫啟介計時。姓氏不見於原作，但見於舊動畫。

### 秋名Speed Stars（高速之星）

#### 池谷浩一郎
| 日文姓名 | 池谷 浩一郎 |
| 日音     | いけたに こういちろう（Iketani Kōichirō）                                                                                             |
| 年齡     | 21(第一部~第三部)→22(第四部~第六部)                                                                                                   |
| 性別     | 男 |
| 車種     | 1988 Nissan Silvia K's (S13) (渦輪增壓版)                                                                                             |
| 驅動方式 | FR (前置後驅) |
| 顏色     | 上綠下黑 |
| 改裝部分 | Speed Star Wheel製輪胎 |
| 車牌號碼 | 群馬 58 へ 51-745 |
| 聲優     | CV：矢尾一樹，新劇場版CV：土田大 台灣CV：夏治世(第一部~第二部、第四部)→黃天佑(第三部)→吳東原(第五部) 香港CV : 翟耀輝→伍博民(新剧场版) |

秋名Speed Stars車隊隊長，跟拓海和阿樹在同一間加油站工作，是加油站的正式員工。
雖然甩尾技術一般，但很照顧後輩，而且也不乏汽車知識。於第一部認識美女車手佐籐真子，但其關係卻因誤會而結束。在番外篇《Extra Stage 2》裡兩人再度相逢。即使在第二次赴約時池谷的S13因為爆胎而在路上拋錨，但最後兩人仍見到面。在知道真子的想法，希望她能抱持勇氣在東京賽車場上努力闖蕩，決定隱瞞自己對真子的情感。
曾助拓海安裝新轉速表令86發揮新力量。
《週刊Young Magazine》編輯部曾作過頭文字D人物於日本的讀者人氣調查，池谷獲第七名（135票）。

#### 武內樹
| 日文姓名 | 武內 イツキ |
| 日音     | たけうち イツキ（Takeuchi Itsuki）                                                                                                   |
| 年齡     | 18(第一部~第三部)→19(第四部~第六部)                                                                                                  |
| 性別     | 男 |
| 車種     | 1984 Toyota Corolla Levin SR(AE85)                                                                                                   |
| 驅動方式 | FR (前置後驅) |
| 顏色     | 上白下黑(熊貓色) |
| 改裝部分 | 渦輪增壓器 |
| 車牌號碼 | 群馬 56 へ 11-009 |
| 聲優     | CV：岩田光央，新劇場版CV：白石稔 台灣CV：陳幼文(第一部~第二部、第四部)→梁興昌(第三部)→陳余寬(第五部) 香港CV：呂永林→黃尉斯(新剧场版) |
| 真人演員 | 杜汶澤 |

本作第一男配角。秋名Speed Star車隊的成員（但在真人版電影中他則是隊長）。綽號「阿樹」（真人版電影改稱「阿木」），是拓海的高中同班同學兼死黨，在高中時期一心想加入Speed Star。對於豐田AE86情有獨鍾，豈料卻陰差陽錯被奸商欺騙而買下一輛同型但搭載動力系統截然不同的豐田Corolla Levin SR（廠內車型代號AE85，但真人版電影則是與拓海相同的AE86）而變成池谷等人的笑柄。為了補救阿樹事後將85加裝渦輪增壓器以提升其動力。為人坦率，大情大性，卻出奇地跟平靜的拓海成為好朋友，不論是什麼話題，他們都總能無所不談，放心的和對方傾訴。在任何情況下，他都總是認為拓海能於比賽中勝出。漫畫中喜歡的食物為台灣香魚。對FF車很反感，和美對此表示不能理解。
《週刊Young Magazine》編輯部曾作過頭文字D人物於日本的讀者人氣調查，阿樹獲第三名（289票）。

#### 健二
| 日文姓名 | 健二 |
| 日音     | けんじ（Kenji） |
| 年齡     | 21(第一部~第三部)→22(第四部~第六部)                                                                                                 |
| 性別     | 男 |
| 車種     | 1991 Nissan 180SX Type II(RPS13) |
| 驅動方式 | FR(前置後驅) |
| 顏色     | 白 |
| 改裝部分 | 渦輪增壓器 |
| 車牌號碼 | 群馬 59 し 11-305 |
| 聲優     | CV：高木涉，新劇場版CV：勝杏里 台灣CV：官志宏(第一部~第二部、第四部)→李世揚(第三部)→蔣鐵城(第五部) 香港CV : 翟耀輝→楊啟健(新剧场版) |

秋名Speed Star車隊的成員，池谷等人的好友。正職不明，經常有空便跑到池谷工作的加油站，向拓海等人提供群馬縣各車隊交流的最新訊息。一直在父母家的洗衣店幫忙。
《週刊Young Magazine》編輯部曾作過頭文字D人物於日本的讀者人氣調查，健二獲第十一名。

### 妙義Night Kids（夜之子）

#### 中里毅
| 日文姓名 | 中里 毅                                                                             |
| 日音     | なかざと たけし（Nakazato Takeshi）                                                 |
| 性別     | 男                                                                                  |
| 車種     | 1994 Nissan Skyline GT-R V-Spec II (BNR32)                                          |
| 驅動方式 | F4WD (前置引擎四輪驅動)                                                             |
| 顏色     | 黑                                                                                  |
| 改裝部分 | Work製渦輪增壓器                                                                    |
| 車牌號碼 | 群馬 33 が 26-037                                                                   |
| 聲優     | CV：檜山修之，新劇場版：諏訪部順一；台灣CV：于正昌；香港CV：黃志明→李家傑(新劇場版) |
| 真人演員 | 余文樂                                                                              |

Night Kids車隊的隊長，妙義山最快的賽車手，擅長跑上坡。以前是一位駕駛日產Slivia S13的甩尾型車手，但在比賽時經常因為情緒激動而失去理智。在一次與一輛來自外地且連甩尾都不會的日產Skyline GT-R R32的比賽中深深體悟到R32和S13的性能差距，為了超車而過彎結果撞上防護欄而落敗，因此後來也換了一輛R32。與拓海一戰中雖然徹底使出了GT-R應有的所有實力，但在秋名山的五連髮夾彎中因為拓海不斷從外線進攻，認為拓海挑釁自己所以失去理智而不小心讓出內線，加上長時間的操駕輪胎耗損過大，於是轉向不足撞上護欄。初成立Night Kids車隊時與隊友慎吾不合，兩者都不認同彼此的實力，與Emperor對抗時，兩者才開始有“都是同一車隊成員”的共識。後來Emperor征戰到妙義山時，中里親自上陣與駕駛Evo IV的岩城清次比賽，起初不分上下，結果岩城忽然超車到前面，中里被這突如其來的舉動而失控，為了追回而超速過彎，結果撞上山壁被擊敗。
在番外篇第一集中，中里剛被Emperor擊敗後，隊友慎吾立刻打電話連絡碓冰崖的沙雪提醒她們小心Emperor，並帶中里前去和沙雪會面希望能和她透露有關Emperor的情報，結果中里一見到沙雪是自己喜歡的那型，完全呆住隻字不提。
《週刊Young Magazine》編輯部曾作過頭文字D人物於日本的讀者人氣調查，中里獲第九名。

#### 其他成員
庄司慎吾（Shōji Shingo，聲優：藤原啓治；台灣CV：陳幼文(第一部~第二部)→梁興昌(第三部、番外篇)；香港CV：黎家希→何家裕(新劇場版)）
駕駛車種：1995 Honda Civic SiR-II(EG6)
驅動方式:FF (前置前驅)
車色：紅
車牌號碼：群馬 56 よ 46-037
Night Kids車隊的副隊長，擅長跑下坡和膠帶死亡賽。因為隊友兼眼中釘中里輸給拓海，為使中里在車隊中失去地位而向拓海提出膠帶死亡賽的挑戰，因而在秋名山惡意撞池谷駕駛的S13，並揚言要池谷或拓海跟他在當地比一場下坡賽並獲勝才會向池谷道歉，拓海因此赴約（舊動畫則是拓海毫無戰意，但他為誘使拓海出戰，竟在某天晚上的秋名山上挑釁阿樹，在阿樹甩尾的時候頂撞85的車尾，使得阿樹失控撞車。拓海知情之後一氣之下便赴約），起初拓海完全不知道右手綁在方向盤上是多麼危險的事情（FR車會因此轉向不足），在第一個彎道差點失控撞車，隨著比賽的進行，拓海逐漸抓到感覺以及膠帶殊死戰的訣竅，也因而改善了甩尾的角度過大的毛病，慎吾眼見狀況不妙，在其中一個彎道中頂撞86的車尾使其失控，在拓海完美的操控之下，86又回到了原來的路線，但拓海也因此被激怒，行車路線開始變得野蠻，甚至使車尾頂撞護欄，利用反作用力使車尾回正，最後慎吾為了不讓拓海勝出，打算與拓海同歸於盡，被拓海巧妙的閃掉而把EG6撞毀自食其果。雖然敵視中里，但有時二人的比賽觀點卻頗為一致，並支持他對抗外敵。後來在第五部跟隊友中里前往神奈川縣觀看Project D第四戰，並意外與池谷等人相遇。
在番外篇第一集中得知他與碓冰崖最快拍檔中的沙雪是國小到國中的同學。在隊友中里剛被Emperor擊敗後，立刻打電話連絡沙雪提醒她們小心Emperor，並帶中里前去和沙雪會面希望能和她透露有關Emperor的情報，結果中里毅見到沙雪是自己喜歡的那型，完全呆住隻字不提。據沙雪說，他在小學的時候因為感冒在上學的時候流了一大串鼻涕，所以同學就以「掛鼻涕的慎吾」綽號來欺負他，也正因為這個原因，所以他後來才會變得十分囂張。
《週刊Young Magazine》編輯部曾作過頭文字D人物於日本的讀者人氣調查，慎吾獲第十二名。
宮原（Miyahara，聲優：志村知幸）
駕駛車種：1994 Toyota MR-2(SW20)
驅動方式：MR (中置後驅)
車牌號碼：群馬 58 か 95-593
番外篇第一集登場的角色。被慎吾和沙雪介紹給當時剛和池谷結束關係的真子。為人斯文，對真子有好感，後來向她表白但卻因自身感覺沒目標而有意不再當飆車手、並勸她一同引退，稱女友每日在山道飆車會令他不放心而被拒絕。

### 碓冰崖Impact Blue

#### 佐藤真子
| 日文姓名 | 佐藤 真子                                                                                     |
| 日音     | さとう まこ（Satō Mako）                                                                      |
| 性別     | 女                                                                                            |
| 車種     | Nissan Sileighty(RPS13)(違法改造改裝車，S13車頭的180SX) Daihatsu Mira Pit 4WD(V-L210V)        |
| 驅動方式 | FR (前置後驅)                                                                                 |
| 顏色     | Sil80:藍,V-L210V:紅                                                                           |
| 車牌號碼 | Sil80:群馬 57 え 78-547(Extra Stage改為群馬 77 に 37-586) V-L210V:未知                        |
| 聲優     | CV：根谷美智子，新劇場版：原由實 台灣CV：陶敏嫻(第一部)→林美秀(第三部、番外篇) 香港CV：王慧珠 |

碓冰崖速度最快的賽車手。因為觀賞過一次涼介的比賽而開始崇拜涼介，與沙雪合資買了一輛180SX並改裝成S13車頭，為了與涼介更接近而努力練車，成為當地最快車手。為人溫柔賢淑，但對汽車機械一竅不通，而且上了駕駛座後就會變得十分好戰並忘記自我。與池谷邂逅後便以約會為條件，希望池谷能請拓海在碓冰崖與自己一戰。在與拓海一戰中因為過度專注而沒有去注意入彎的速度，最後失控落敗。其實她對池谷有好感，池谷也對她有好感，但最後因為真子要去東京當職業賽車手，因此二人選擇分手。
在番外篇中，Emperor的兩個小隊員野上和佐竹曾到碓冰崖勘查，佐竹因瞧不起女車手而接受挑戰，卻在碓冰崖最困難的彎道C121中向外拋出撞牆而落敗。
《週刊Young Magazine》編輯部曾作過頭文字D人物於日本的讀者人氣調查，真子獲第八名（66票）。
沙雪（Sayuki，聲優：嘉數由美；台灣CV：陶敏嫻(第一部)→馮嘉德(第三部、番外篇)；香港CV：莊巧怡）
佐藤真子的好友兼比賽時的領航員，跟真子不同，精於汽車和機械，因此全然負責Sil80的改裝，是Night Kids車隊的副隊長慎吾的國小及國中同學，其極佳的夜間視力和路線判斷能力成為真子最佳的武器。
在番外篇中，Night Kids車隊的隊長中里毅對沙雪產生好感。
《週刊Young Magazine》編輯部曾作過頭文字D人物於日本的讀者人氣調查，沙雪獲第十三名。

### 無車隊的車手

#### 藤原文太
| 日文姓名 | 藤原 文太 |
| 日音     | ふじわら ぶんた（Fujiwara Bunta）                                                                                                  |
| 年齡     | 43(第一部~第三部)→44(第四部~第六部)                                                                                                |
| 性別     | 男 |
| 車種     | 1983 Toyota Sprinter Trueno 3-Door GT-APEX (AE86) 1998 Subaru Impreza WRX STi Coupe Type R Version V(GC8)                          |
| 驅動方式 | AE86：FR(前置後驅) GC8：F4WD(前置引擎四輪驅動)                                                                                     |
| 顏色     | 上白下黑(AE86);藍(GC8) |
| 改裝部分 | GC8：STi WR-型前保險桿 |
| 車牌號碼 | AE86：群馬 55 お 13-954, GC8：群馬 52 が 13-600                                                                                    |
| 聲優     | CV:石塚運昇，新劇場版CV:平田廣明 台灣CV:官志宏(第一部~第二部、第四部)→梁興昌(第三部)→陳余寬(第五部) 香港CV:曾秉輝→何偉誠(新劇場版) |
| 真人演員 | 黃秋生 |

拓海的父親，藤原豆腐店的老闆，年輕時曾經是名噪一時的天才賽車手，並且與現實世界中有“甩尾王”之稱的著名賽車手土屋圭市是老朋友（漫畫版原著中並無提及此事，但在動畫版第一季中他曾與土屋通過電話，且由對話內容中得知他與土屋為舊識）。退隱後以經營手製豆腐店維生，但暗地裡卻處心積慮設法鍛鍊其子拓海成為山路的工匠。
其死對頭為小柏健，兩人在年輕時經常互相較量，最後一次比賽是在栃木縣日光市的伊呂波山道上進行，最後文太勝出，小柏健從此引退賽車界，和文太也好一段時間沒聯絡，但和文太一樣私下培育自己的兒子小柏海成為一名賽車好手並要他和拓海較量，兩人由原本技術實力的較量轉為培育實力的較量，但兩回比賽（栃木縣和神奈川縣）拓海都勝出的情況下，文太似乎已經是贏家。在動畫第三季劇場版中，小柏海在尋找拓海下戰帖的過程中有到秋名山練車，意外遇上開着86下山的文太，在兩車擦身而過的瞬間，小柏海明顯感受到文太高不可攀的實力，強烈認為文太是自己永遠無法打倒的對手。
由於文太原本駕駛的86漸漸地轉交給拓海駕駛，因此在第四季中，他透過好友政志暗中購買一輛二手的速霸陸Impreza WRX Type R STi Version V（車型代號GC8）作為新代步用車，雖然後來他也經常讓拓海交替駕駛86與GC8作為對車種特性落差的適應並讓他完全發揮萬轉86的威力。據悉，在現實生活中，《頭文字D》的作者重野秀一本人的愛車就是豐田AE86和速霸陸Impreza GC8。
他在秋名山上試GC8時（動畫第4季第7集）剛好遇見送完豆腐正在回家的拓海，雙方進行一場非正規比賽（拓海當時並不知情），以強悍的實力將拓海擊敗。
《週刊Young Magazine》編輯部曾作過頭文字D人物於日本的讀者人氣調查，文太獲第二名（543票）。其高人氣令作者訝異不已。
駕駛車款資料
Sprinter Trueno GT-Apex (AE86)
- 製造商 - Toyota(豐田汽車)
- 生產年代：1983年
- 車身顏色 - 黑白雙色(熊貓色)

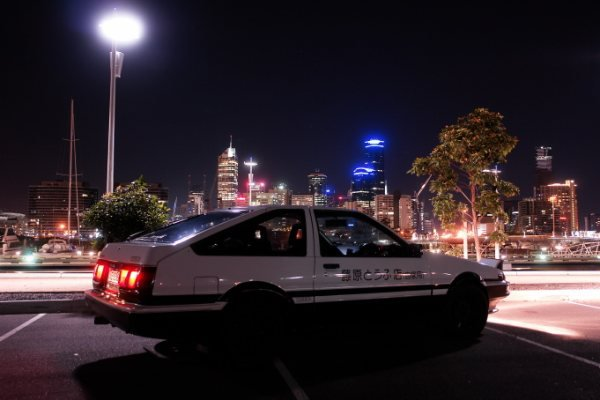

- 車型規格 - 三門掀背型‧長寬高4205*1625*1335(mm)‧軸距2400mm
- 車重 - 940Kg
- 搭載引擎 - 1.6L N/A L4 DOHC 16V 4A-GEU →1.6L N/A L4 DOHC 20V 4A-GEU競賽型AE101用超高轉速引擎（240PS+規格主體 GR.A＋一級方程式用零件(韋伯企業Alpha四喉直喷、TRD製Dry sump零件、曲軸箱通風系統和其他)）
- 變速箱 - 五速手排（拉力賽用密齒比）
- 驅動方式 - FR(前置後驅)
- 改裝部分 - CIBIE製霧燈・RS渡邊(ワタナベ)製車輪・藤壺技研工業製消聲器・原裝車門遮陽板‧SMITHS製12000rpm高轉速表･碳纖維引擎蓋
- 最大馬力 - 150 hp/6600 rpm → 240 hp/11000 rpm
- 車牌號碼 - 群馬 55 お 13-954

Impreza WRX type R STi Version V(GC8)
- 製造商 - Subaru(速霸陸汽車)
- 生產年代： 1998年
- 車身顏色 - 藍色

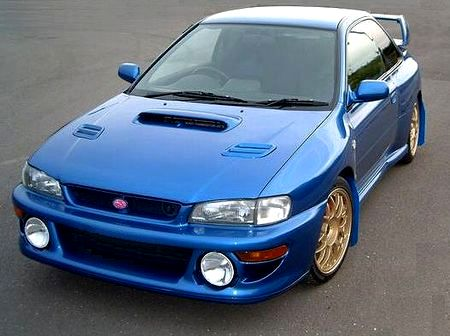

- 車型規格 - 雙門轎跑型‧軸距2520mm
- 車重 - 1270Kg
- 搭載引擎 - 2.0 TURBO F4 DOHC 16V EJ-20
- 變速箱 - 五速手排
- 驅動方式 - 4WD(四輪驅動)
- 改裝部分 - STi WR-型前保險桿
- 最大馬力 - 280 hp/6500 rpm
- 車牌號碼 - 群馬 52 が 13-600

GR86 (zn8) [GR86特別宣傳片出現]
駕駛技術
- 手煞車甩尾(サイドブレーキドリフト)

很基本的技巧，只要在轉動方向盤時拉起手煞車便可。
- 煞車甩尾(ブレーキングドリフト)(Braking Drift)

藉由煞車控制速度並讓後輪抓地力失效，再以反轉方向盤控制車身的幅度(即是Countersteer)。可以說是手煞車甩尾的進階版，話雖如此但技巧與難度卻截然不同。這招在車手的世界是基本的技術，然而對一般沒練習過的普通駕駛者卻是難如登天，因為速度和方向盤的控制是需要適應和經驗培養。
- 慣性甩尾(慣性ドリフト)

入彎時不大幅減速並提前滑動車身入彎，藉由車身慣性力和輪胎抓地力互相控制達到減速的特性過彎，在運用測滑使車身滑向出口出彎，但此技術有個缺點就是較耗損輪胎。
- 逆向甩尾(逆ドリフト)

和フェイソトモーション是類似的技巧，不同的是它是直接運用上回甩尾過彎後的車頭餘重和速度來反轉車身進行第二次但方向相反的甩尾技術。
- 重視整體速度水溝跑法(突つゑお重視ミヅ落とし)

為了不在彎道的入口減速，把單邊的輪胎全懸在路旁的水溝上，把水溝當軌道，以路軌的牽引力對抗離心力並產生比抓地力更大的向心力藉此高速過彎。該技術會受地區限制，如果水溝的設計不理想便無法施展，在劇中也只有秋名山和伊呂波山道兩條山道可施展，其中伊呂波山道還是季節性的（僅在秋冬且尚未下雪之際）。
- 重視起步再加速水溝跑法(立ち上がり重視ミヅ落とし)

類似重視整體速度水溝跑法，都是運用水溝當軌道產生向心力過彎的技巧，但減速和加速起跑的時機都不同，為了要讓車子在出彎的加速上能更快以追過對手而非利用入彎。

#### 其他角色
茂木夏樹（Mogi Natsuki，聲優：川澄綾子；新劇場版聲優：內田真禮；台灣CV：陶敏嫻（第一部~第二部、第四部）→傅其慧（第三部）；香港CV：王夢華→莊巧怡(新劇場版)；真人演員：鈴木杏）
漫畫版第一部的女主角。拓海的前女友，有相當長的時間從事援助交際。與拓海在高中一年級時認識，拓海曾經因同社團的學長御木説出對夏樹不雅的話而揍他，因為誤會兩人保持距離一段時間，直到高三夏樹了解詳情才恢復。但後來援交的事情被拓海知道（其實這時夏樹已下定決心放棄援交），兩人關係遂降至冰點，並且在漫畫中前往拓海的加油站做過兼職（動畫第二部和第三部則在快餐店）。雖然因為御木綁架未遂事件後兩人感情稍微回溫，但畢業後兩人選擇分手，後來夏樹前往東京就讀一間專門學校。
《週刊Young Magazine》編輯部曾作過頭文字D人物於日本的讀者人氣調查，夏樹獲第六名（152票）。
立花祐一（Tachibana Yūichi，聲優：西村知道 新劇場版聲優：志村知幸；台灣CV:陳幼文(第一部~第二部、第四部)→李景唐(第三部)；真人演員：鍾鎮濤）

駕駛車種：Toyota Camry(SV40)
驅動方式：FR (前置後驅)
秋名山山腳下的加油站的店長，拓海、阿樹等人的加油站老闆，文太及鈴木政志的老朋友。有時會為池谷等人說汽車經和人生道理。喜歡的是喜歡飆車的年輕人，不喜歡的是屋外餘暇用車熱潮。
漫畫中店長駕車載池谷一行人到神奈川觀戰，但情節在動畫第五部被刪除。
另外，因為動畫劇情的改編與刪減，因此只有在動畫第五部未登場過。
《週刊Young Magazine》編輯部曾作過頭文字D人物於日本的讀者人氣調查，店長獲第十名。
鈴木政志（Suzuki Masashi，聲優：石井康嗣）
汽車技術人員，文太和佑一的老朋友。曾協助文太對86作機組改裝 ，之後還介紹他買一輛中古Impreza。
御木（Miki，聲優：高木涉(第一部)→山崎巧(第三部)）
駕駛車種：1998 Toyota Celica GT4（ST205）
驅動方式：F4WD (前置引擎四輪驅動)
車色：白（早期）、黑
車牌號碼：群馬 73 よ 27-431
拓海高一時的足球社學長。在動畫第一部時僅出現於拓海的回憶中，直到第三部劇場版才正式登場。御木因在社團休息時間說出對夏樹不雅的話被拓海聽到而被揍，從此相當痛恨拓海，但內心也對他產生相當的恐懼。兩年多後，在元旦的夜晚意外的遇上於加油站打工（舊動畫版為速食店）的夏樹，便要她下班後上他的車出去，起先被夏樹拒絕，但御木卻利用她的工作逼她答應。上車後御木便對夏樹說一對莫名其妙的話甚至還要她和他交往，但夏樹強烈的拒絕並要求下車，還回了一句自己已有喜歡的人，這下惹毛了御木，不但不讓她下車還加速開往秋名山裡打算強暴她，所幸夏樹機警事先準備好手機打給拓海求救（偏偏拓海不在家，還好是在回來的路上），拓海接到電話後立刻駕車趕去，而得知拓海將趕來的御木也趕緊將夏樹拉上車要開往更深的山裡，兩車便在下雪的秋名山上展開追逐戰，起先御木仗著自己開的是有四輪驅動的Celica而自信絕不會被拓海那輛FR的廢鐵追上，不過這五年幾乎每日早上都在秋名山駕車的拓海對雪地駕駛的技術早就爐火純青，再加上86換了新引擎，比以前快好多，三兩下就追上御木的Celica，御木當場看傻眼，還被在旁的夏樹嗆是技術太爛才會被追上，惱羞成怒的御木想加速逃逸卻在彎道超速導致轉向不足撞車，在拓海迴避失控的Celica後，夏樹趁機下車被拓海救走。
沙織（Saori，聲優：福島おりね；台灣CV：陶敏嫻）
舊動畫原創角色。茂木夏樹的好友兼國中同學。沙織是在拓海和夏樹的幫助下才認識阿樹，兩人起先發展不錯，但在一次約會回程時，阿樹的85被庄司慎吾的EG6蓄意追撞而發生車禍，結果這場車禍讓沙織內心蒙上陰影，為了忘掉那可怕的回憶，沙織選擇和阿樹分開。
白石（Shiraishi）
茂木夏樹的朋友，一位戴眼鏡綁髮辮的女孩。暗戀拓海，因嫉妒夏樹和拓海的感情且不滿父親冷落家庭才打匿名電話到藤原豆腐店告訴拓海夏樹援交一事，挑撥兩人的感情，並向父親報復。雖動畫沒出現該角色，但保留不具名人士跟拓海告密一事（方式改為在拓海於學校的鞋櫃放匿名字條）。
夏樹的爸爸（Natsuki's Father，聲優：古澤徹(第一部)→宇垣秀成(第二部)）
駕駛車種：Mercedes-Benz E320(W210) (動畫) Mercedes 190E 2.5-16(190E) (漫畫)
驅動方式：FR（前置後驅）
又稱"X先生"。茂木夏樹援交的對象，雖然夏樹經常用“爸爸”暱稱他，但兩人沒有任何血緣關係。在日本有段時間的援交稱呼中年輕女性會叫年長的男性為“爸爸”，而夏樹的同學白石為其女。
《週刊Young Magazine》編輯部曾作過頭文字D人物於日本的讀者人氣調查，「爸爸」獲第十五名。
緒美（Tsugumi）
高橋兄弟的從妹。涼介有作其家教，有時他會對她說真心話。
《週刊Young Magazine》編輯部曾作過頭文字D人物於日本的讀者人氣調查，緒美獲第十四名。
土屋圭市（Tsuchiya Keiichi，聲優：土屋圭市）
駕駛車種：Toyota Sprinter Trueno GT-APEX (AE86)
驅動方式：FR (前置後驅)
車牌號碼：品川 78 ち 74-13
真實人物，藤原文太的老朋友，在現實世界中被稱為“甩尾王”，曾經是隸屬豐田和本田的職業賽車手，現已退休，專心經營自己創立的改裝店「圭office」（Kei office）和車隊並培育新人。劇中雖然沒有直接現身，但在動畫中有安排土屋與文太兩人通話並由土屋本人配音。另外，動畫中池谷和阿樹曾經在電視上觀看土屋甩尾的畫面，談話中也曾經提及土屋。
土屋圭市在動畫第一部開始已經參與《頭文字D》的製作和監修。

## 栃木縣

### 伊呂波Emperor（帝王隊）

#### 須藤京一
| 日文姓名 | 須藤 京一                                      |
| 日音     | すどう きょういち（Sudō Kyōichi）              |
| 性別     | 男                                             |
| 車種     | 1995 Mitsubishi Lancer Evolution III GSR(CE9A) |
| 驅動方式 | F4WD (前置引擎四輪驅動)                        |
| 顏色     | 黑                                             |
| 改裝部分 | 偏時點火系統 (Miss Firing System)              |
| 車牌號碼 | 栃木 58 し 30-395                              |
| 聲優     | CV：田中正彦；台灣CV：于正昌                   |
| 真人演員 | 陳小春                                         |

Emperor車隊隊長。在第二季首次登場，一年前率領著Emperor車隊來到群馬縣征服各山路的賽車手。秉持著「職業賽車手的技術和規則」的主觀意識跑山路，在故事開始一年前到群馬縣遠征時由於山路的千變萬化與京一的理念和料想的狀況完全不同而被涼介擊敗，而且戰敗後與涼介有過一段「山路哲學」和「職業賽車手的理念」的思想辯論。
一年後，京一再次來到群馬縣並在赤城山與拓海比一場教育賽，拓海因為86的引擎爆炸而中斷比賽，之後京一再向涼介復仇，但由於京一和拓海比賽時，在一旁觀戰的涼介已經將京一的弱點分析得一覽無遺，加上京一對於右彎有著相當程度的恐懼感（原因是京一在賽車場和自己的主場伊呂波山道無對向車道，因而對雙向車道的「右彎」保有戒心），因此被涼介利用右轉將京一的Evo III壓住，而使京一因為恐懼而沒辦法加足Evo III的馬力，因而被涼介超車而戰敗；另外Red Suns在戰勝Emperor時以強硬的態度不肯承認拓海落敗的事實，亦讓輸給涼介的京一啞口無言。
在第三部劇場版時，拓海駕駛已經換上4A-GE AE101高轉速引擎的86再度向京一挑戰，而且是主動到京一的主場伊呂波山道比賽。雖然先前京一是要求換上可以和他的Evo III抗衡的新車後再向他挑戰，但聽到86發出的特殊引擎聲而相信拓海的86確實和以往不同而答應應戰。比賽開始時，京一以自己是當地車手而一樣要以對稱條件比賽的方式讓拓海先行，由於伊呂波山道是一條狹窄又陡峭的單線單行道，所以在前中段很難超車（跳躍超車是最佳方式，京一雖然知道這一點，但因為想以純正公平的方式比賽而沒有使用），所以在比賽前半段雙方都勢均力敵，直到後段的坡度開始變小，京一便火力全開和拓海的86並行，京一本來以為到終點前的橋上彎道拓海就會因為恐懼而減速，結果拓海反而加速過彎，出其不意的路線讓京一措手不及，到終點前的收縮路段，京一已經認定無法超車而減速放棄。雖然結果算是拓海贏了，但拓海自己認為算是平手（一方面是有一次敗績，另一方面是自己在優勢的條件下取勝），不過京一也從此承認拓海與他的86的確很優秀，並且認為拓海會是職業賽車界的明日之星。
第四季中經涼介透露出自己是東堂塾出身。另外京一在得知同為東堂塾舊生的館智幸要求挑戰Project D時曾進言涼介避免接受挑戰或者由涼介本人出戰。

#### 其他成員
岩城清次（Iwaki Seiji，聲優：川原和久；台灣CV：劉傑；真人演員：劉畊宏）
駕駛車種：1996 Mitsubishi Lancer Evolution IV RS(CN9A)
驅動方式：F4WD (前置引擎四輪驅動)
顏色：白
車牌號碼：栃木 78 ヘ 46-637
Emperor車隊的成員，坐駕是Evo IV，以僅次於隊長京一的實力擊敗在群馬縣實力中上的車隊（如妙義Night Kids的隊長中里毅），然而不斷連戰連勝的紀錄反而讓自己過度自滿；在秋名山與拓海對戰時因為不聽京一的作戰策略，加上因為過彎時的速度比拓海低的事情讓清次感到相當憤怒，在浮躁怒火的心情下，最後因為輪胎損耗過快被拓海超車而戰敗，事後被京一賞了一個大巴掌，但之後也認定秋名的86的實力確實很厲害。頭腦明顯遜於京一。
在第三季中從池谷與朋友的對話中透露出伊呂波山道的當地車手小柏海（小柏カイ，亦可叫小柏魁）以高超的技術讓清次一敗塗地。
佐竹（Satake，聲優：梁田清之）
駕駛車種：1998 Mitsubishi Lancer Evolution IV RS(CN9A)
驅動方式：F4WD (前置引擎四輪驅動)
車牌號碼：栃木 78 え 21-317
在番外篇第一集登場，Emperor派遣至碓冰崖的偵查成員之一，因為瞧不起真子的實力，當場被她們要求直接比賽。雖然同行的隊友野上有意阻止，但佐竹過於自信而接受挑戰。最後真子和沙雪利用最難的彎道C121成功擊敗佐竹。
野上連（Nogami Ren，聲優：遊佐浩二）
駕駛車種：Mitsubishi Lancer Evolution III GSR(CE9A)
驅動方式：F4WD (前置引擎四輪驅動)
車牌號碼：群馬 58 し 53-390
番外篇第一集登場，Emperor派遣至碓冰崖的偵查成員之一。在隊友佐竹挑釁真子和沙雪時有意阻止他卻沒成功。

### 日塩SEVEN STAR LEAF（七星瓣）
末次徹（Suetsugu Tōru，聲優：中村大樹；台灣：于正昌）
駕駛車種:1989 Eunos Roadster S Special (NA6CE)
驅動方式：FR (前置後驅)
車色：紅
車牌號碼：栃木 55 お 86-596
Seven Star Leaf的主車手，擅長跑下坡和使出慣性甩尾，對於自家賽道日塩極度熟析，由於駕駛的是動力不大的馬自達Roadster，因此與拓海是十分類似的車手，卻經常因為在比賽時過度使用慣性甩尾而要向女友借錢買輪胎。Project D遠征至日塩時擔任下坡賽車手與拓海比賽。由於徹與拓海極為相似的緣故，比賽前中段總是無法分出勝負。最後到了水溝沒有加蓋的路段，拓海施展涼介傳授的跨越水溝跑法成功超車，徹一時衝動僅看表面就模仿，結果沒有做好重心移動導致前輪陷入水溝而翻車。因為和女友的約定，戰敗後的徹決定從此結束其賽車手生涯。
川井淳郎（Kawai Atsurō，聲優：佐佐木誠二）
駕駛車種:1998 Nissan Skyline 25GT Turbo(ER34)
驅動方式：FR (前置後驅)
車色：藍
車牌號碼：栃木 34 は 22-936
Seven Star Leaf隊員，擅長跑上坡。Project D遠征至日塩時擔任上坡賽車手與啟介對戰。由於駕駛的是擁有強大馬力的日產Skyline 25GT Turbo （引擎為單渦輪的RB25DET引擎，和GT-R版本的雙渦輪RB26DETT引擎稍有不同），動力龐大，啟介一時無法對付，不過FD仍能緊咬在後。因為淳郎的技術無法將Skyline的動力全然發揮而被啟介在直線路段超車。
慎一（Shin'ichi，聲優：優希比呂）
Seven Star Leaf隊員，因為十分崇拜徹的實力而加入隊伍，完全不相信他會輸給拓海。

### 塩那Tōdō School（東堂塾）
栃木縣最有實力的車隊，但事實上並不是單純的車隊，而是一家專業級的賽車特訓教室（猶如賽車補習班）。東堂塾中的所有賽車手都要通過專業賽車訓練後才能比賽，因此不但練出許多技術優異的業餘賽車手，亦培育出不少優秀的職業賽車手和賽車技師。Emperor隊長京一就是由東堂塾訓練出來的好例子，而涼介形容東堂塾出身的車手當中擁有須藤級實力的比比皆是。
除了塩那山這座據點外，八方原也是他們的據點之一。
東堂（Tōdō，聲優：土師孝也）
東堂商會的社長，也是東堂塾的社長，是東堂塾的創辦人。
認識茨城縣Purple Shadow車隊的兩位老前輩神之手（城島俊也）和神之腳（星野好造），他們車隊之間的成員亦時有較量。
二宮大輝（Ninomiya Daiki，聲優：森川智之；台灣：夏治世）
駕駛車種:1998 Honda Civic Type-R(EK9)
驅動方式:FF (前置前驅)
車牌號碼：栃木 50 と 56-838
東堂塾中最年輕和最優秀的現役賽車手之一，十分擅長控制煞車，被酒井和部分前輩認為是東堂塾內公認的優秀賽車手。
Project D遠征至此時擔任下坡賽車手與拓海對戰。因為Project D一方的策略得當導致大輝誤判86的極限速度而落敗。
笑面虎酒井（微笑酒井）（Smiley Sakai，聲優：高瀬右光）
駕駛車種:1995 Honda Integra Type-R Turbo(DC2)
驅動方式:FF (前置前驅)
車色：白、黑(引擎蓋)
車牌號碼：栃木 55 し 32-094
東堂塾內最年輕和最優秀的現役賽車手之一，駕駛一輛搭載渦輪增壓的Integra，擅長施展煞車欺敵。
雖然開的是對於上坡賽最不利的前驅車，但和啟介的比賽中得知，他的上坡技術可以說是完全看不出是前驅車能跑的速度，縱使如此最終還是敗給啟介。
館智幸（Tachi Tomoyuki，聲優：中田和宏；台灣：于正昌）
駕駛車種:1998 Honda Civic Type-R Spoon (EK9) （東堂塾的店頭車）
驅動方式:FF (前置前驅)
車色：黃、黑(引擎蓋)
車牌號碼：栃木 57 き 10-547
東堂塾的畢業生，東堂塾培育出來的職業賽車手之一，在東堂塾裡算是特別優秀的。據劇情所知，Emperor隊長京一也知道他的實力。
因為所屬的職業車隊遇到財政困難，最近狀態一直低迷並決定接受社長的委託回到山路賽車界向Project D進行復仇戰。和拓海的一戰中因為看到在車道上閃出來的物體而放開油門閃避(拓海因施展Blind Attack而沒有留意到)，最終僅敗給拓海半個車身。但此戰亦令他重拾從前在山路上跑法的感覺，希望能打破自己的低潮。
拓海與舘智幸的比賽讓涼介顧慮了館智幸，唯獨這場比賽並沒有列入Project D的遠征檔案。

### 小柏家
小柏海（Kogashiwa Kai，聲優：神奈延年；台灣CV：李世揚(第三部)→姓名資料目前不明(第五部)）
駕駛車種：
前期：1994 Toyota MR2 G-Limited (SW20)
引擎型號：3S-GE
車色：藍
車牌號碼：栃木 58 が 37-597
後期：1999 Toyota MR-S S-Edition (ZZW30)
引擎型號：1ZZ-FE
車色：銀、黑(引擎蓋)
車牌號碼：湘南 500 と 56-824
驅動方式：MR (中置後驅)
又譯成小柏凱或小柏魁。文太過去的對手小柏健的兒子，從小就被父親要求參加小型賽車比賽，因此培育出優秀的駕駛技術。在動畫第三季劇場版時已經練就優秀的技術並主動前往群馬縣秋名山向拓海宣戰，兩人亦在伊呂波山道比賽，雙方都駕駛著父親當年開的車子決戰(AE86 Trueno VS MR2 SW20)，最後海因為MR2受落葉影響而打滑，拓海勝出。然而在和拓海比賽前，海已經擊敗Emperor車手岩城清次，本來還想挑戰隊長京一，但被拓海捷足先登而改為挑戰拓海。而他雖然是栃木縣人，但在動畫第五季時加入神奈川縣的R·T片桐·SV車隊，成為一名真正的職業賽車手。之後Project D遠征至神奈川第二戰時，海再度現身並和拓海對戰，此時他改開MR-S(第三代MR2)，最後海在最後彎道又發生失誤，拓海又再度勝出。
小柏健（Kogashiwa Ken，聲優：有本欽隆）
駕駛車種：1994 Toyota MR2 G-Limited (SW20)
引擎型號：3S-GE
驅動方式：MR (中置後驅)
車色：藍
車牌號碼：栃木 58 が 37-597
小柏海的父親，文太過去的死對頭，一位小學老師，駕駛MR2。兩人曾交戰數次，最後在伊呂波山道做最後的決戰，結果文太勝出，從此健於賽車界引退，但和文太一樣暗中培育自己的兒子成為賽車好手。他讓兒子走正規路線派的方式培育，讓他從小就參加小型賽車比賽，也因此讓海年紀輕輕就擁有優秀的駕駛技術。

## 東京都
東京來的兩個人（聲優：石井康嗣 & 肥後誠）
駕駛車種:Nissan Silvia Spec-R(S15)
驅動方式：FR (前置後驅)
車色：銀
車牌號碼：多摩 55 で 34-628
客串角色，兩個來自東京的人駕駛S15來到群馬縣秋名山試身手，碰巧路上遇到在測試剛改裝好渦輪AE85的阿樹、拓海、池谷和健二等四人，便不客氣地超車。後來在秋名山山頂上見阿樹一行人停在停車場便跑過去找碴，惹池谷當場反嗆回去，兩人惱羞成怒便上車停在路旁，打算等阿樹他們一經過就追上去較量，阿樹等人見狀便決定乾脆應戰，本來想派拓海去，但礙於拓海身為Project D下坡戰王牌，參加這種莫名的比賽似乎不太恰當，雖然池谷很有自信，但還是叫拓海幫忙保個險。隨後，池谷便和健二駕駛S13出發，兩人見狀便隨後追上，拓海則和阿樹開著渦輪85尾隨以防萬一，比賽開始時雙方的技術不相上下，但S15的性能實在贏S13太多，沒多久池谷便被超車，兩人超車後便自得意滿地往前跑，卻看見後方有車燈過來，以為S13還不死心，便繼續加速前進，他們認為自己在賽車場上培育的技術絕對不會輸給這種跑山路的賽車手，但是不管怎麼跑，就是甩不開後面的車，此時坐在副駕的人注意到後車並不是S13時，負責駕駛的另一人要求閉嘴，因為他要保持專注以施展大絕招宇宙無敵超級必殺全力煞車甩尾，結果不成，此時他們見到後方超過他們的車竟然是剛剛嘲笑過的渦輪85，85施展排水溝跑法超車，狠狠的把S15甩在後面揚長而去，兩人見狀當場傻眼，沒注意已經到下個彎道，來不及轉彎而撞上邊坡。

## 埼玉縣

### 定峰北埼玉賽車聯盟
北埼玉賽車聯盟是由一群來自埼玉縣熊谷市的賽車手組成，為了對抗Project D而準備，在秋山延彥和岩瀨恭子戰敗後便再吸納秋山涉並合資增強實力，延彥的地盤是定峰，而阿涉則有正丸山道和間瀨山兩個。在冒牌貨事件中提供情報給Project D讓拓海等人揭穿冒牌貨。
秋山涉（Akiyama Wataru，聲優：松本保典；台灣CV：官志宏（第二部）→夏治世（第四部）→蔣鐵城（第五部））

駕駛車種：1983 Toyota Corolla Levin GT-APEX(AE86)
引擎：
前期：280PS Turbocharger{渦輪增壓器}
後期：250PS Supercharger{機械增壓器}
驅動方式:FR (前置後驅)
車色：上白下黑(熊貓色)
車牌號碼：熊谷 56 よ 73-212
一名來自埼玉縣的賽車手，和拓海一樣開AE86。最初是在動畫第二季中涼介和Emperor隊長京一比賽時前來觀戰而現身，在比賽完後本來計劃和涼介較量，卻被接洽的啟介和賢太拒絕，因此在啟介他們離場時便尾隨在後，起初賢太因藐視對方而讓啟介獨自對戰，但在擦身而過時才知道對方的86有加裝渦輪增壓器，而跑在前面的啟介因不知道對方的技術和性能而陷入苦戰，最後因半路上的一輛故障車阻擋而被迫停戰。後來秋山從之前啟介的口中得知群馬縣也有一名開86出名的下坡賽車手拓海，便到拓海兼職的加油站並向阿樹要求和拓海見面，但見面時由於阿涉不滿拓海明明裝了這麼好的引擎（TRD 4A-GE AE101 GROUP-A賽車版本）但就像個機械白癡（當時他還不知那引擎是拓海父親裝的）而不歡而散，不過，拓海立刻追上去解釋他為何不懂，並希望阿涉能替他找出該引擎使不出力的原因。阿涉在觀看拓海駕駛時找到了引擎被轉速表封印的原因，並要求改善後比賽。拓海受池谷等人幫忙換了轉速表後，便向阿涉約在埼玉縣的正丸山道比賽，正丸山道是條年久失修的道路，因此路況極差，且相當狹窄，起初兩輛車都利用狹窄的路寬阻擋對方超車，加上以循環耐力賽比而不相上下，最後拓海不斷暗中削平中途坍方的路段來增加路寬，外加阿涉本身已精疲力盡而被拓海強超車落敗。
在第四季的Project D埼玉縣第二戰中，阿涉以北埼玉賽車聯盟的上坡賽車手的身份再度現身並和啟介來一場正式的較量，此時阿涉因為上次被拓海打敗而不斷加強練習。舊有的4A-GE渦輪增壓引擎亦因為當天與拓海比賽時過份催谷而報廢，改換成4A-GZE超級增壓引擎（或稱機械增壓引擎），加上比賽時下了大雨，讓開渦輪增壓FD的啟介再度陷入苦戰，所幸啟介在跟恭子的FD比賽時了解到油門控制的重要性才勉強撐下去，後來阿涉自己失去集中力分心去調整雨刷，結果被路上的水溝蓋打滑而落敗。
第五季的冒牌貨事件中協助拓海等人揭穿冒牌貨。
岩瀨恭子（Iwase Kyōko，聲優：豐口惠；台灣CV：陶敏嫻）
駕駛車種：1993 Mazda Efini RX-7 Type R（FD3S）
驅動方式:FR (前置後驅)
車色：黑
車牌號碼：熊谷 39 い 54-369
一位來自埼玉縣的女賽車手，駕駛一輛單渦輪增壓改裝的黑色FD。因為一場偶遇而對啟介一見鍾情，在Project D埼玉縣第一戰中的上坡賽與啟介對戰。雖然是一位年輕的女孩子，但她的上坡駕駛技術堪稱是定峰山數一數二的，連啟介在比賽中也承認不能小看她的實力。她的上坡速度十分驚人，特別是在路況崎嶇的定峰山，她的技術已讓啟介嚴重陷入苦戰，但後來啟介了解到對渦輪增壓車款來說最重要的油門操控得好，加上恭子的FD被改裝成單渦輪增壓，和啟介的雙渦輪增壓FD相比雖然較易控制但渦輪遲滯問題比較嚴重而且容易打滑，在啟介提升油門操控技術後順利拉近差距並稍微運用撞擊超車成功取勝。在比賽結束後隔天，恭子便在朋友的鼓舞下親自前往群馬縣赤城山找啟介告白，卻被拒絕。雖然感到灰心但仍試圖努力接近啟介，在Project D埼玉縣的後來兩場比賽都前來關心，甚至在啟介的FD遭會川跟一條暗算時同意借車給他比賽，使啟介得以獲勝。後來啟介對於先前無表明的拒絕感到抱歉，加上這回幫助的感激而答應與恭子約會。雖然這場約會相當順利的完成，但後來啟介卻對恭子表明拒絕的原因是因為目前車隊正在遠征當中，而他必須全神貫注於技術提昇上，無法一心兩用兼顧感情問題，因此暫時無法與她交往。恭子得知後雖難過但也明白實情而答應暫時不再找他。
她的個性與啟介相似，非常的積極而且主動，而且挑男人的標準跟車子一樣，必須外表帥氣、駕駛技術不輸她還要開轉子引擎車。
秋山延彥（Akiyama Nobuhiko，聲優：堀川仁）
駕駛車種：2000 Toyota Altezza RS200 Z Edition（SXE10）（Lexus IS200內銷版）
驅動方式：FR (前置後驅)
車色：銀
車牌號碼：熊谷 33 な 17-919
秋山涉的堂親，和涼介一樣都是理論派車手。在Project D埼玉縣第一戰中的下坡賽與拓海對戰。由於在練習時以自知實力不足，故比賽時已抱著必敗的心情，並計劃著讓拓海在下一戰落敗，於是找到拓海戰績的空洞─輕量化，並把一輛鈴木Cappuccino給下一戰的坂本應戰，但最後仍計畫失敗。
坂本（Sakamoto，聲優：吉野裕行）
駕駛車種：1995 Suzuki Cappuccino（EA11R）
驅動方式：FR (前置後驅)
車色：紅
車牌號碼：熊谷 71 す 35-218
26歲，一名拉力賽車手，開過各種驅動方式的車，FR是他開過最多次的種類，在Project D埼玉縣第二戰中的下坡賽與拓海對戰，但駕駛的Cappuccino並非自己的車，而是秋山延彥為了讓坂本打敗拓海借給他的。由於拓海首度與比86更輕更小型的車款比賽，使拓海一開始便陷入苦戰，遲遲無法在擅長的彎道取勝，距離甚至愈拉越開。但因為坂本對Cappuccino的熟練度於不及拓海對86，加上比賽時下雨對拓海較為有利，使拓海努力狂追而追上。不過拓海卻誤解涼介的指示欲用反擊超車卻頻頻失敗（反擊超車不能對付入彎速度比自己快的對手），直到後段最長的直線加速道，拓海由於有成功緊追，得以用86與Cappuccino的馬力差距超車。但對拓海而言由於無此經驗而覺得這招過於勝之不武，不斷猶豫是否應該超車（然而他不知道涼介的指示即此），後來是被坂本蓄意阻擋而激怒才決定進攻並搭配盲目追擊超車成功取勝。

### 土坂Lancer Evolution車隊
與相熟的改裝店約定，只要擊敗Project D便能獲得獎金。因此，兩位賽車手竟然出暗算打擊Project D，但未能成功。而二人相繼敗陣後又竟然找來暴走族，企圖向Project D報復。但那些暴走族其實是啟介的前手下，他們反而被收拾了一頓（暴走族的頭頭有表示他們來自群馬縣，而Project D的大名他們亦有所耳聞），計劃也再一次以失敗告終。
一條（Ichijō，聲優：真殿光昭）
駕駛車種：1999 Mitsubishi Lancer Evolution VI Tommi Mäkinen Edition(CP9A)
驅動方式：F4WD (前置引擎四輪驅動)
車色：白
車牌號碼：熊谷 36 よ 86-502
Lan Evo車隊的車手，駕駛一輛沒有尾翼的 Evo VI，於啟介和秋山涉的Project D埼玉縣對戰中首次現身，跟會川商量該向拓海還是啟介下手時對其表示啟介讓他不爽，便因此造成啟介的FD損壞。之後跟拓海開始對戰前故意威嚇拓海，但最後因Evo VI的輪胎突然失去抓地力而輸給86。
會川（Aikawa，聲優：天田益男）
駕駛車種：1998 Mitsubishi Lancer Evolution V GSR(CP9A)
驅動方式：F4WD (前置引擎四輪驅動)
車色：白
車牌號碼：熊谷 30 お 12-159
Lan Evo車隊的車手，駕駛Evo V，於阿樹跟和美在埼玉縣吃飯時與隊友跟服務員起爭執時首次現身。找來啟介的暴走族前手下並打算對Project D出手。啟介因為FD被撞壞而向岩瀨恭子借用她的FD應戰。跟啟介對戰時因為啟介不斷進攻加上土坂的路面狹窄而減速放棄，事後相當憤怒並找啟介理論，但最後被弄得啞囗無言。

### 無車隊的車手和其他角色
上原美佳（Uehara Mika，聲優：早見沙織；台灣CV：姓名資料目前不明）
第五部的女主角，拓海的第二任女朋友，17歲，正在讀高中，是高爾夫球界的高手，因為Project D雙王牌冒牌貨事件而意外認識拓海。美佳因為好友友子被冒牌拓海甩了而決定替她出口氣，但她卻找上正牌的拓海，一見面就打了拓海一巴掌，搞得拓海和週遭的友人感到莫名其妙，所幸阿樹和池谷等人事先已知道有冒牌貨的事而要求美佳拍照確認，結果得知確實是自己找錯人了而對拓海感到相當抱歉，便邀拓海見面並道歉。後來兩人開始交往，拓海也開始學打高爾夫。在續作《MF GHOST》中跟拓海結婚。
秋山和美（Akiyama Kazumi，聲優：柚木涼香；台灣CV：陶敏嫻）
秋山涉的妹妹，比阿樹大一歲，過去她向來沒有主見，總是照父母和哥哥阿涉的意思做事，有一次到群馬縣的阿姨家工作，意外認識阿樹，和美看到小她一歲的阿樹許多事都是自己決定，甚至年紀輕輕就自己考了駕照還買了車，相當羨慕。後來和美在工作時發生了狀況，結果就自行離家找阿樹且徹夜未歸，讓父母和阿涉生氣並被迫回埼玉縣老家，臨走前告訴阿樹，她也決定要和阿樹一樣，自己考駕照，自己找工作，不再只是聽別人的話做事，要自己掌握自己的人生。在動畫第四部，Project D的埼玉縣第二戰中，和美和阿樹不約而同前來觀戰而又見面，兩人又再度有來往，但實際上和美是因為對前男友優柔寡斷的個性不滿才會找上阿樹，後來和美的前男友找她復合，起先是拒絕，後來被說動而和阿樹再分開（其實阿樹是想向和美證明自己才是適合和美的男人，但最後失敗）。
冒牌拓海（Fake Takumi，聲優：勝杏里；台灣CV：吳東原）
駕駛車種:1985 Toyota Sprinter Trueno 3Door GT-APEX (AE86)
驅動方式:FR (前置後驅)
車色：上白下黑(熊貓色)
車牌號碼：熊谷 500 な 29-679
本名不詳，原本是一名Project D的粉絲，因為太迷Project D而買了和Project D的下坡王牌拓海一樣的車款(但真正的拓海是1983年款，冒牌拓海是1985年款)，連車色也一樣(除了引擎蓋)，結果和另一名粉絲一起冒充Project D雙王牌，他本人假扮拓海(但外表一點也不像，不但較醜而且胖很多)，到處仗著Project D的聲勢來到處吸引眾人目光，甚至隨意找女孩子搭訕，一次遇到一名Project D的女粉絲—友子，便用拓海的身分成功和她交往，結果沒多久便把對方給甩了，讓友子相當難過而找好友美佳哭訴，結果美佳決定替好友討回公道卻找錯人遇上真的拓海，意外揭發冒牌貨的事情。後來Project D的司令員史浩搜索到冒牌拓海與冒牌啟介的真實身份，於是拓海和啟介在當地車手秋山涉的協助下當眾拆下冒牌Project D雙王牌的面具，原本啟介是要把兩個冒牌貨打到骨折(因為假藉Project D的名義招搖撞騙和冒牌啟介太醜了)，但是被史浩阻止了，拓海要求冒牌拓海需要向友子道歉。後來冒牌拓海確實找友子道歉並請求復合，但可想而知，知道對方是冒牌貨又被甩過一次的友子怎可能會答應，當場就被拒絕了。
冒牌啟介（Fake Keisuke，聲優：三浦博和）
駕駛車種:1993 Mazda Efini RX-7 Type R(FD3S)
驅動方式:FR (前置後驅)
車色：黃
車牌號碼：熊谷 300 せ 81-431
本名不詳，本是Project D的粉絲，因為太迷Project D而買了和Project D上坡王牌—高橋啟介一樣的車款(但真的啟介是經過大量改裝，冒牌啟介是少許改裝)，連車色也一樣，結果和另一名粉絲一起冒充Project D雙王牌，他本人假扮啟介(但外表一點也不像，不但較醜而且矮很多)，到處仗著Project D的聲勢來到處吸引眾人目光，甚至隨意找女孩子搭訕。一次因為另一名伙伴冒牌拓海和一名Project D的女粉絲—友子交往卻把對方甩了，結果意外引起Project D雙王牌的注意，在Project D的司令員史浩搜索到冒牌拓海與冒牌啟介的真實身份後，真正的拓海和啟介在當地車手秋山涉的協助下當眾拆下冒牌Project D雙王牌的面具，而真正的啟介見到冒牌啟介的長相後，覺得實在有辱自己形象，一氣之下握緊拳頭想揍下去，嚇的冒牌啟介當場腿軟。
友子（Tomoko）
美佳的好友，經常觀看賽車，是Project D的粉絲。曾和拓海交往一陣子，但實際上對方是個冒牌貨，後來冒牌拓海甩了她而向美佳哭訴，結果美佳去找拓海理論卻意外揭發冒牌貨的真相。
上原的教練（Uehara's Coach，聲優：村上裕哉）
美佳的高爾夫球教練。

## 茨城縣

### 筑波Purple Shadow（紫色闇影）
Purple Shadow是一隊來自茨城縣的車隊。這個隊伍的特色與SpeedStars和Thunderfire基本上相同，但是與兩隊不同的是，這個隊伍擁有傳奇的車手「God Foot（神之腳）」和「God Arm（神之手）」，他們在筑波山上飆車，而與Project D比賽時所用的賽道築波紫線(水果線)就是在筑波山上。

#### 城島俊也（神之手）
| 日文姓名 | 城島 俊也                                                                                                  |
| 日音     | じょうしま としや（Jōshima Toshiya）                                                                       |
| 年齡     | 40+ |
| 性別     | 男 |
| 車種     | 1999 Honda S2000 Type-V (AP-1)                                                                             |
| 驅動方式 | FR (前置後驅)                                                                                              |
| 顏色     | 寶藍色 |
| 改裝部份 | MPF前唇、 MPF SSR Racing排氣系統、J's Racing發動機罩、Cusco尾翼、Genuine軟頂、Mugen MF-10車輪、Cusco防滾架 |
| 車牌號碼 | 土浦 35 お 71-109                                                                                          |
| 聲優     | 江原正士 台灣：于正昌                                                                                      |

一名醫生。綽號「神之手」，擁有使用左手長期放在排檔桿上並只用右手操控方向盤的技術。追求完美主義，會預測對戰中可能會發生的狀況，全數計算過後再予以實行，即使位於領先地位，也有本事藉由不同的跑法牽制追在後頭的對手。在與拓海的對戰當中使用多種不同的路線跑法擾亂拓海的步調，使得拓海陷入苦戰；但最後卻因身體不堪與拓海長時間連戰的負荷，把車停在路邊嘔吐而導致落敗(雖然拓海認為自己在駕駛技術上落敗)。
在星野與啟介對戰完畢之後(漫畫的設定，動畫中上坡賽和下坡賽順序對調，所以是直接下來)，他特地讓拓海坐在S2000的副駕駛座，親眼觀摩他的操控技術。

#### 星野好造（神之腳）
| 日文姓名 | 星野 好造 |
| 日音     | ほしの こうぞう（Hoshino Kōzō） |
| 年齡     | 40+ |
| 性別     | 男 |
| 車種     | 2002 Nissan Skyline GT-R V-spec II Nür (BNR34)                                                                                                  |
| 驅動方式 | F4WD (前置引擎四輪驅動) |
| 顏色     | 鈦綠色 |
| 改裝部分 | 橫濱製Super Advan Racing SA3R車輪、Amuse R1 TITAN排氣系統、Apexi運動型催化轉換器、 Nismo S-Tune前保險桿和擴散器、Nismo組合儀表、 Brembo剎車系統 |
| 車牌號碼 | 土浦 39 き 38-274 |
| 聲優     | 大友龍三郎 |

一名建設業者。綽號「神之腳」，擁有堪稱神技的油門控制技術，其技術能讓原本難以甩尾的GT-R輕易達成甩尾的動作，技術之高超就連東堂商會的社長也無法解說。比賽時經常會藉由自言自語或發出咆哮的方式維持冷靜。
一位日產GT-R的忠實愛好者，曾依序開過R32、R33、R34等車種，過去曾花過1000萬圓以上的費用為R32進行改裝，當時該車於筑波所創下的記錄就連啟介的FD也無法打破。

## 神奈川縣

### 246車隊
大宮智史（熱血大哥）（Oomiya Satoshi，聲優：東地宏樹）
駕駛車種：1999 Mazda Roadster RS(NB8C)
驅動方式：FR (前置後驅)
車色：黃
車牌號碼：相模 501 く 37-125
246車隊的隊長，喜歡猛衝猛幹的開車方式，因此被Team Spiral隊長池田龍次稱為「熱血大哥」。擔任246車隊的下坡賽車手，擁有十分高超的煞車控制技術，在比賽時會把倒後鏡覆蓋以防止分心。在比賽的後段拓海關掉86的車頭燈施展盲目追擊企圖超車，大宮則因為倒後鏡被覆蓋而毫不知情，誤以為有對頭車而不小心讓出外線被拓海有機可乘，然而大宮卻死守內線，但因路面過窄，Roadster的尾翼擦到路牌而損毀。涼介提及馬自達的FR車因為車尾和車頭重量分佈失衡而會使車子容易受到轉向過度的影響，尤其是大宮的Roadster因為尾翼受損而使車尾容易受空氣流動而失控，最終大宮在彎道因為轉向過度而使Roadster打轉落敗（漫畫旁白有說他敗北只是運氣差）。
小早川（Kobayakawa，聲優：浜田賢二）
駕駛車種：2001 Mitsubishi Lancer Evolution VII GSR(CT9A)
驅動方式:4WD (四輪驅動)
車色：黃
車牌號碼：相模 330 け 25-645
246車隊的成員，駕駛一輛經過大改裝的Evo 7，跟啟介的比賽後段被啟介的FD遠遠拋離。

### 長尾Racing Team 片桐 Street Version（R·T片桐·SV）
小柏海（Kogashiwa Kai，聲優：神奈延年）
參見#小柏家。
皆川英雄（Minagawa Hideo，聲優：小西克幸）
駕駛車種：1993 Toyota Supra RZ(JZA80)
引擎型號 2JZ-GTE
驅動方式：FR (前置後驅)
車色：白
車牌號碼：湘南 35 き 81-973
R·T片桐·SV車隊的車手，經常穿著一件印著英國國旗的無袖短衫。皆川駕駛豐田Supra與啟介的FD比上坡賽，兩車都因為擁有龐大的馬力而在起先不分上下，後來啟介施展煞車欺敵成功拉開與Supra的距離，但皆川運用Supra的龐大馬力耗盡輪胎成功追上啟介並企圖施壓讓啟介加速來消耗輪胎扯平下輪比賽的條件，但啟介並沒有受騙，仍執意保留輪胎，最後皆川成功追到啟介時自知輪胎耗盡而減速放棄。

### 七曲彎Team Spiral（迴旋車隊）
池田龍次（Ikeda Ryūji，聲優：中井和哉）
駕駛車種：2002 Nissan Fairlady Z Version S(Z33)/350Z
引擎型號：VQ35DE
車色：紅
車牌號碼：湘南 301 み 69-556
驅動方式：FR (前置後驅)
Team Spiral隊長兼主車手，父親是一位寺院住持，所以他家很有錢。習慣理平頭。
當地數一數二的車手，據說當地沒有賽車手敢跟着他的車尾。
一名理論派車手，自己開發賽車理論Zero理論，和涼介的公路最快理論有異曲同工之妙。Zero理論的內容雖然相當簡單，但言簡意賅，不但賽車手可運用，連一般的駕駛人都可以學。內容就是要拋開自我的思維並與車對話來駕駛，也就是駕駛人應心無旁鶩的去開車，不能多想別的，駕駛時必須照車子本身的意念去操控而不是車手的意識，一切的心思都要拋開，包括鬥心，要以「無的心」駕駛。池田自己有說，其實絕大多數的車禍（特別指賽車時）都是駕駛人蓄意違背車的意念造成的。所以他開發Zero理論不僅是為了快，也是為了車手的安全。他換挡時完全不看轉速表，只會靠自己的直覺和350Z給他的訊息來得知換檔的時機。習慣在比賽前冥想以達到「無的心」。
Project D遠征至神奈川縣第三戰時，池田擔任啟介的上坡賽對手，由於白天時下過雨，路面溼滑，啟介的FD再度陷入苦戰，然而池田靠著Zero理論，即使面臨極差的路況也能應付，因為車子給的訊息絕對是正確無誤的。但涼介提到，Zero理論在競速上有個大瑕疵，就是教人連鬥心都拋開，唯獨這點和他的公路最快理論不符，今次的比賽勝負關鍵就是鬥心。果然，路況又產生變化，因為下雨而產生箱根山上的「白色惡魔」濃霧，山路上的能見度瞬間變差，池田因為視線變差而無法完全靠Zero理論來駕駛，350Z的速度也漸漸變慢，然而Project D這邊涼介卻以預測到起霧的事並告訴啟介，啟介便利用這點和賢太串通好在某段直線加速道用手機替他確認有沒有對向來車，而強調拋開鬥心的池田完全沒做任何準備，最後啟介成功超車而勝出。
後來，在涼介和北條凜比賽時尾隨在後觀戰，最後也多虧池田的幫忙，涼介才能成功停下失控的死神GT-R。
池田龍次和246車隊隊長大宮智史熟識，被大宮稱為零大哥(因為Zero理論)。
奧山廣也（Okuyama Hiroya，聲優：阪口周平）
駕駛車種：1999 Nissan Silvia Spec-R Aero(S15)
引擎型號：SR20DET
車色：藍
車牌號碼：湘南 503 ぼ 16-801
驅動方式：FR (前置後驅)
Team Spiral的一號車手，雖然一樣是Team Spiral的車手，奧山廣也卻並沒像池田重視Zero理論，反而是一個會為了贏而不擇手段的人，為了讓自己能佔盡優勢，他的S15已經被改裝到極限。賢太有提到，因為同是駕駛Silvia的車手，所以他可以看出對方的車有多強。然而遺憾的是，比賽時就起了大霧，雖然奧山的車很強，但對視線差的駕駛技術不好，相對的，拓海卻是能敢關燈比賽的車手，能施展無法防禦的絕招盲目追擊，起霧對他而言只是小意思。結果這場霧讓本以為贏定的奧山吃了大虧，眼見拓海的86揚長而去，他卻因為技術不足而無法跟上，最後差距拉的過大，拓海勝出。
坂本順一（Sakamoto Jun'ichi，聲優：岡野浩介）
Team Spiral的二號車手，相當崇拜池田，也深信Zero理論是賽車界的必勝之道。

### 椿線Side Winder（響尾蛇車隊）
北條豪（Hōjō Gō，聲優：木内秀信；台灣：蔣鐵城）
駕駛車種：1990 Honda NSX(NA1)
引擎形式：C30A
驅動方式：MR (中置後驅)
車色：紅
車牌號碼：橫濱 39 ま 40-298
Side Winder隊長，北條凜的弟弟，兄弟兩人都是賽車好手，並合稱北條兄弟，神奈川縣的北條兄弟跟群馬縣的高橋兄弟相似，哥哥屬於「用腦」的理論派，弟弟則是「用力」的能力派。曾經和凜感情很好，兄弟兩人合力在山路賽車界留下優秀的成績，但這一切卻因凜的感情變故而結束。凜因為自己的感情問題淪落至離家出走，他走後造成家中嚴重的困擾，豪也因時常聽聞凜的負面消息而對大哥的感情漸漸冷落，甚至對兄弟情感到厭惡，過去與凜的美好回憶成了痛苦的記憶，因此決定把凜忘掉並專心賽車。
在凜解開心結回到他面前後，豪的態度雖然表面冷淡但內心顯然仍很重視凜，對於凜說要提防涼介的話在比賽開始後顯然造成很大的影響，在比賽中緊跟後方的啟介明顯感受到豪的心中出現迷惘。隨著路線進入對他有利的第二區間，豪決定暫時拋下凜的話，全力衝刺。雖然久保與豪兩人計畫要在第二區間拉開距離，打算第一趟就決勝負，遺憾的是真正老謀深算的是涼介。
久保自以為已得到足夠的數據，卻不知道由於先前D計畫跟Team Spiral比賽時起霧加上啓介在椿線練習時只用了百分之八十的實力（技師要求，說是要方便調教FD）卻看似全力以赴因而未能如願，因此豪已照計畫跑出超越以往的成績，啟介仍能緊咬在後，眼見終點已近，久保與豪已知道完全失算，放棄衝刺將實力留到第二趟。直到要比第二趟，豪才漸漸了解凜的意思，回到原點重新燃起鬥志，追在FD的後面等待啟介全力衝次的那刻一決勝負。雖然最後豪終於完全體會凜的意思，但在與啟介猛力展開肉搏戰的情況下，距離還是不斷越拉越遠。最終豪為了縮短距離入彎過快，導致NSX車身打轉而落敗。
乾信司（Inui Shinji，聲優：阿部敦；台灣：陳余寬）
駕駛車種：1986 Toyota Sprinter Trueno 2-Door GT-APEX(AE86)
引擎型式：4A-GEU
驅動方式：FR (前置後驅)
車色：上白下黑(熊貓色)
車牌號碼：相模 57 い 12-186
駕駛車種：Toyota GT86 2-door (ZN6)（GR86特別宣傳片）
整部《頭文字D》中最年輕的天才車手，和拓海開同款不同型的AE86（信司開的是1986年式雙門轎跑版並加裝TRD N1版的鴨尾式尾翼，拓海則是1983年式的三門掀背版，但都是採用隱藏式頭燈的AE86 Trueno）。
父親生前是拉力賽車手，但在信司小時候就去世，留下他們母子倆和那輛AE86，因此為了養家，信司的母親每天都早出晚歸工作，但工作的溫泉街和自己家又隔了一座山，因此要辛苦的開車上下班才行。信司不忍心看到母親每天辛苦的工作又少時間休息，便要求將開車的工作交給他，而信司的母親則一直拒絕直到小學四年級才答應，亦因此啟發了信司他天才的駕駛技術。信司為了讓母親能安穩的坐在車上休息不斷嘗試少踩煞車和油門，只靠重力讓車子產生向下的墮性來控制車子的速度並讓過彎時盡量穩定車身，因此掌控重心控制並發展出無剎車跑法（即墮性駕駛），速度也越來越快，而且信司的智商很高，記憶力也很強，而且經常反向觀察路況，所以能發現最佳路線並熟記，但不愛唸書因此學校成績不理想。不過信司優秀的駕駛技術被Side Winder發現而挖角他，而其才能也受Side Winder隊長北條豪的賞識，教他技術和理論。
在豪告訴他近來似乎有山路賽，他可能會被選來參加後，由於這時候的豪比起平日和善的豪嚇人讓他不喜歡，還有和過去的拓海一樣仍未發現賽車之樂，以及比賽那天晚上他有想看的電視節目，因此對比賽相當推阻，對他來講，開車純粹跟以前的拓海一樣是為了幫家人而已，對於被選為對付Project D下坡車手拓海時，還一度求母親代為拒絕，雖後來在母親的勸導下勉強去了，但到比賽開始卻還不見蹤影，躲在圍觀的觀眾中，久保等人只好先準備二線車手並希望下坡賽開始前他能現身。與前來觀戰的佐藤真子和沙雪的談話後，信司開始找到比賽的目標，終於前往起跑點與拓海比賽。
不但技術培育的過程和拓海相似，也和以前的拓海一樣對車無興趣也不了解，反而是嫁給拉力賽車手的母親，對汽車還有賽車的知識了解很多。不過，信司擁有異常高等的感官，能看到別人看不到的東西，例如在觀戰拓海的86與Spiral Zero的奧山的S15在濃霧中比賽時，信司就看到拓海的86有雙白色翅膀，在視線模糊的濃霧中有如鳥兒般展開，此外在啟介的FD與豪的NSX比賽時，他是唯一看出NSX跑的很辛苦而後追的FD卻在笑的人（其他觀眾包含佐藤真子和沙雪在內皆覺得是NSX較佔優勢）。
決定上場比賽的信司聽從久保等人的建議選擇先跑，比賽開始後，與年齡不相稱的駕駛技術徹底展現出來，讓後追的拓海極度吃驚。雖然入彎剎車的技巧十分生疏，顯然是實戰經驗不足的菜鳥，但出彎卻快到驚人，技術上幾乎無可挑剔，對路況熟練度幾乎是極致，相較之下拓海只能在直線上用性能和經驗優勢追回，這讓拓海感到過去剛出道時的場景，但角色卻對換過來。不過比賽不到一半時卻發生驚人的事情，信司竟主動讓道讓拓海先行，讓在場所有人包含拓海在內都驚慌失措，因為此舉非常不利，根據追逐計時賽的規則，這麼做的話若沒在終點前超回去就輸了，因此讓Side Winder全員極度擔憂，Project D全員則認為敢這麼作必是有超回去的自信，而豪則以為是信司想向自己逞英雄。但事實上，信司並沒有想這麼多，跑到後面的目的純粹的只想再見到白色翅膀。然而，拓海已被此舉感到不知所措，無法再以他的藤原境界的狀態駕駛，因此白色翅膀在此狀態下根本不會現身。感到失望的信司特意選在真子和沙雪的觀戰地點施展撞擊超車，強硬將拓海的86撞開超回去，再度震驚所有人，卻激怒了拓海，讓他誤以為信司是像Night Kids的庄司慎吾一樣為贏而不擇手段的車手，因此再度進入急追的狀態。其實信司此舉本身並無惡意，他並無想過撞擊超車伴隨的危險，在自己跑時就常為了縮短時間而擦撞到護欄和樹叢，因此他的86車身有不少擦痕（久保為隱瞞在賽前特意重新板金噴漆而沒被Project D成員察覺），只是當作自己在跑而已。雙方接著不斷互相超車調位近五次，在拓海第二度施展盲目追擊時卻因為引擎轉速錶照明關閉而沒有察覺到引擎轉速過高，導致引擎爆缸並打滑180度，信司為閃過拓海的86不得不跟著甩動車身，最後拓海敏捷反應以倒車提前通過終點而信司因打白鴿轉而失速落敗。
據信司之母所言，他沒有握方向盤時很膽小。
久保英次（Kubo Eiji，聲優：加瀨康之；台灣：陳余寬）
Side Winder主要車輛技師，擅長預測賽事，但必須收集100%的數據，面對這次Project D的征戰，久保被請來當Side Winder的參謀。
賽車界的全能人物，自己曾經擔任過賽車手，後來又自己開改裝店，也曾經被某大車廠聘請做汽車零件設計師，據說他設計的零件都是市面上一流的。
北條凛曾批評他不像涼介有美學。

### 無車隊的車手和其他角色

#### 北條凜（死神）
| 日文姓名 | 北 凜                                                           |
| 日音     | ほうじょう りん（Hōjō Rin）                                     |
| 年齡     | 26                                                              |
| 性別     | 男                                                              |
| 車種     | 1994 Nissan Skyline GT-R V-Spec II(BNR32)                       |
| 驅動方式 | 4WD (四輪驅動)                                                  |
| 顏色     | 暗銀                                                            |
| 改裝部分 | Nismo製前保桿、GT尾翼                                           |
| 車牌號碼 | 群馬 33 ぬ 37-564(這組數字的日文發音有殺光所有人(皆殺し)的諧音) |
| 聲優     | CV：中村悠一                                                    |

涼介的大學兼賽車界學長，駕駛一輛暗銀色且被改裝到有650匹馬力的R32 GT-R(跟Night Kids的中里毅開同款不同型)，據漫畫得知，涼介之所以成為飆車族還擁有過人的駕駛技術都是拜這位前輩之賜。
凜的家世和涼介相似，兩人也是有一個弟弟，家裏也是醫院的小開，也於群馬大學就讀醫學系，女朋友是一位同校系叫香織的女孩。最後香織喜歡上涼介而和凜分手，不過凜卻想利用家世逼迫香織復合，最後香織自殺。香織死後，凜漸漸失去理智，經常駕駛R32在箱根地區的山道出現，一見到其他車，就會狂撞對方直到對方讓道為止，被當地車手稱為「死神」。
每到香織的忌日，凜便會邀涼介一決死戰，但涼介自知凜是想藉由比賽來殺他而屢次爽約，直到Project D即將遠征至神奈川第四戰時，涼介認為該是喚醒凜的時候，便大改FC前來應戰，在比賽中，涼介被凜多次猛撞，FC還被逼到衝上邊坡，幸好涼介技術高超才得以化險為夷，最後R32制動失效，眼見即將失控之際，涼介與在後方觀戰的池田合力用自己的車幫R32停下來。事後凜和涼介好好溝通，凜也因此走出陰影。

#### 其他角色
香織（Kaori，聲優：遠藤綾）
高橋涼介的大學學姊兼前女友，因為已過世所以未正式現身，僅在涼介和凜的回憶中露面，三年前自殺，享年22歲。涼介和香織兩人因個性相合而相戀，但在之前香織已和凜交往；不過實際上，香織和凜交往是被父母逼迫，因為北條家曾提拔過香織的父親，因此香織的父親希望可和北條家結為親家，後來香織認識學弟涼介一段時間後，發現涼介才是她真正喜歡的人，個性倔強的她，不顧父母反對就和凜分手，但凜是真心喜歡香織，為了讓香織回到他身邊只好利用家族利害關係逼迫香織復合，最後香織受不了家庭和感情的壓力而選擇自殺。在漫畫42集中，涼介和凜的生死之戰進行到最後時，涼介的駕駛座忽然飄出香織香水的味道，似乎代表香織的靈魂正在關注的這場比賽。
信司的母親（Shinji's Mother，聲優：廣瀬有香）
駕駛車種：Toyota Sprinter Trueno 2-Door GT-APEX(AE86)
引擎型式 4A-GEU
驅動方式：FR (前置後驅)
車色：上白下黑(熊貓色)
車牌號碼：相模 57 い 12-186
Side Winder的天才賽車手乾信司的母親，相當年輕，本名不詳。丈夫是一名拉力賽車手，但年紀輕輕便去世，爲了扶養兒子信司而每天早出晚歸地工作，然而自己工作的溫泉街和自己家又隔了一座山。兒子信司不希望看到母親這樣辛苦的工作，於是便要求回程時改由他開。在信司小學四年級時終於答應他，從此時開始，信司的母親才見識到她兒子天才的駕駛技術。雖然在駕駛技術上比不上兒子，但因為丈夫是一名賽車手，所以在汽車知識上懂得比兒子多。

## 註解與參考來源
1. ↑  漫畫第48集，非指本作名稱甩尾（Drift）。